# リリシック学園
リリシック学園は2011年4月9日結成した女性アイドルグループ。 毎日が学園祭！清く、凛々しく、美しく！を校訓に、関西・大阪を中心に活動する、正統派かつ個性的なアイドルグループ！ 通称「リリ学」 リリシックとは、「凛々しい」と「lily」を掛け合わせた造語。「ご当地アイドル殿堂入り」。

## 概要
2011年に大阪で結成された。活動開始当初はアイドル歌劇団として演劇パートとライブパートの2部構成で定期公演（参観日）を行っていたが、メンバーがほぼ総入れ替えとなったタイミングでアイドル歌劇団からアイドルグループに路線変更された。その後リリシック学園のグループ内では学校のようにクラス分けがされ「桔梗組」「菖蒲組」があった。だがまたのメンバー総入れ替えによりクラス分けはなくなったが、9人の研修生加入をきっかけに、研修生が正規メンバーにあがると同時に「赤組」、「白組」にクラス分けされた。その後もメンバーの総入れ替えは続き、白組メンバーはkinzitouと新しいグループを作り新たなスタートを切るが、その後解散。一方赤組メンバーは激しいメンバーの入れ替えにより主要メンバー3人が卒業。残った4人そしてkinzitou(元白組)のメンバー5人でグループを背負うこととなった。kinzitouから加入したメンバーひとりが卒業。kinzitouからほかのメンバーが加入となった。その後5人での活動は研修生の卒業など大きな壁が立ちはだかるも、乗り越えてゆき少しずつ勢力を伸ばすこととなった。現在は、kinzitouから加入したメンバーが卒業。元赤組4人でリリシック学園とゆうグループを再び背負うことになった。だが、卒業後も勢力はおとのえることなく、日々伸ばし続けている。沢山の歴史を持った今も正統派かつ、個性的なアイドルグループとして日々活動している。

2021年4月9日、結成10年を迎えて日本ご当地アイドル活性協会より『ご当地アイドル殿堂入り』に認定された。
Giselle4のメンバーや、タレントとしてデビューしている郷司里衣（のえる）、TWICE のメンバー<OMOも元リリシック学園のメンバーである。

## メンバー

### 正規メンバー
| なまえ                        | ニックネーム | 担当カラー | 生年月日              | 活動期間（正規メンバー） | 活動期間（研修生）            | 備考                                                        |
| ----------------------------- | ------------ | ---------- | --------------------- | ------------------------ | ----------------------------- | ----------------------------------------------------------- |
| 小川 晴香 （おがわ はるか）   | はーちゅん   | 黄色       | 2006年5月11日（19歳） | 2022年6月12日 -          | 2019年5月26日 - 2022年6月11日 | 2023年9月19日～活動休止 2024年7月15日～2025年4月4日活動休止 |
| 岡﨑 紬美 （おかざき つぐみ） | つぐぽん     | ピンク     | 2010年4月10日（15歳） | 2023年9月18日 -          | 2021年7月18日 - 2023年9月17日 |                                                             |
| 大浜 唯奈 （おおはま ゆいな） | ゆいちむ     | 水色       | 2010年6月30日（15歳） | 2023年9月18日 -          | 2021年7月18日 - 2023年9月17日 |                                                             |
| 松本 凜愛 （まつもと りあ）   | りぃり       | 青         | 2007年9月11日（17歳） | 2023年9月18日 -          | 2022年5月15日 - 2023年9月17日 |                                                             |
| 小日向 紗弥 （こひなた さや） | さやにゃ     | 赤         | 2010年4月23日（15歳） | 2025年4月5日 -           | 2024年2月8日 - 2025年4月4日   |                                                             |
| 竹本 琴音 （たけもと ことね） | ことねん     | 緑         | 2008年11月8日（16歳） | 2025年4月5日 -           | 2024年2月8日 - 2025年4月4日   |                                                             |

### 研修生
| なまえ                        | ニックネーム | 生年月日              | 活動期間       | 備考 |
| ----------------------------- | ------------ | --------------------- | -------------- | ---- |
| 右田 麗奈 （みぎた れな）     | れなぴぃ     | 2013年3月18日（12歳） | 2024年2月8日 - |      |
| 吉田 美鈴 （よしだ みれい）   | みすずん     | 2009年3月30日（16歳） | 2025年7月7日 - |      |
| 桃瀬 みらん （ももせ みらん） | みらら       | 2015年6月22日（10歳） | 2025年7月7日 - |      |

### 元メンバー
※アイドル歌劇団時代のメンバーは記載しないこととする
| 名前                            | 愛称       | 担当カラー | 生年月日              | 活動期間 （正規メンバー）                                 | 活動期間 （研修生）            | 備考 |
| ------------------------------- | ---------- | ---------- | --------------------- | --------------------------------------------------------- | ------------------------------ | --- |
| 郷司 里衣 （ごうし りえ）       | のえる     |            |                       |                                                           |                                | 2014年9月7日をもって卒業 |
| 神崎 すみれ （かんざき すみれ） | れみちゃす | 赤         |                       |                                                           |                                | 2014年9月7日をもって卒業 |
| 冨田 加奈 （とううち かな）     | かなぴょん |            |                       |                                                           |                                | 元・菖蒲組メンバー。 2015年3月22日をもって卒業 |
| 大谷 茉奈 （おおたに まな）     | まにゃむ   | 黄色       |                       |                                                           |                                | 元・菖蒲組メンバー。2015年3月22日をもって卒業 |
| 当内 優里香 （とうち ゆりか）   | ゆりぴす   |            |                       |                                                           |                                | 元・菖蒲組メンバー。 2015年3月22日をもって卒業 |
| 上杉 弥生 （うえすぎ やよい）   | やよちゃん | 緑         |                       |                                                           |                                | 元・菖蒲組メンバー。 2015年3月22日をもって卒業 |
| 津代 美月 （つしろ みづき）     | みーたん   |            |                       |                                                           |                                | 元・桔梗組メンバー 2015年11月3日をもって卒業 卒業後はアキシブproject→JamsCollection |
| 上田 杏奈 （うえだ あんな）     | あんちょび |            |                       |                                                           |                                | 元・桔梗組メンバー 2016年5月5日をもって卒業 |
| 桜乃 ひとみ （さくらの ひとみ） | ひとみん   |            |                       |                                                           |                                | 元・赤組メンバー 2017年3月26日をもって卒業 |
| 安枝 美音 （やすえだ みおん）   | みおりん   |            |                       |                                                           |                                | 元・赤組メンバー 2017年4月8日をもって卒業 |
| 野村 怜那 （のむら れな）       | れーにゃん | 青         |                       |                                                           |                                | 元・白組メンバー 2017年4月30日をもって卒業（KINJI統として2017年5月1日より活動） |
| 中西 瑞穂 （なかにし みずほ）   | みずぽん   |            |                       |                                                           |                                | 元・白組メンバー 2017年4月30日をもって卒業（KINJI統として2017年5月1日より活動） |
| 矢井田 美晴 （やいだ みはる）   | やいちる   |            | 2001年1月19日（24歳） |                                                           |                                | 元・白組メンバー 2017年4月30日をもって卒業（KINJI統として2017年5月1日より活動） |
| 松本 愛 （まつもと あい）       | あーぽん   | 黄         |                       | 2016年6月10日 - 2017年4月30 2017年5月14日 - 2018年8月12日 | 2016年3月13日 - 2016年6月9日   | 2017年5月～2017年8月はKINJI統として活動 元・白組メンバー2017年4月30日をもって卒業 |
| 井上 怜奈 （いのうえ れいな）   | れいぴょん | 黄         | 2002年1月20日（23歳） | 2016年6月10日 - 2017年4月30 2017年9月1日 - 2018年10月20日 | 2016年3月13日 - 2016年6月9日   | 2017年5月～2017年8月はKINJI統として活動 卒業後はKOBerrieS♪で活動（2021年3月-2022年5月） |
| 吉野 早紀 （よしの さき）       | さきてぃ   | 青         | 2002年9月18日（22歳） | 2016年6月10日 - 2022年3月27日                             | 2016年3月13日 - 2016年6月9日   | 卒業後はイラストレーターとして活動。現在もグッズイラスト等でグループに携わっている。 2022年6月～は関ケ原古戦場並びに岐阜戦国武将観光PRタレントスタッフとして関ケ原と岐阜県の魅力を発信する役目を担っている。 |
| 吉川 姫奈 （よしかわ ひな）     | ひなたん   | 緑         | 2005年4月9日（20歳）  | 2019年7月22日 - 2022年10月23日                            | 2018年7月21日 - 2019年7月22日  | 卒業後は#BEMYLOVE(ふわり名義)で活動。（2023年4月-） |
| 森原 来未 （もりはら くるみ）   | くるるん   | 赤         | 2005年7月8日（19歳）  | 2016年6月10日 - 2023年2月19日                             | 2016年3月13日 - 2016年6月9日   | |
| 榎畑 安莉 （えのきはた あんり） | あんにん   | 水色       | 2006年4月3日（19歳）  | 2016年6月10日 - 2023年2月19日                             | 2016年3月13日 - 2016年6月9日   | 卒業後は月夜に唄え(榎宮あんり名義)で活動。（2023年6月-） |
| 矢野 瑞姫 （やの みずき）       | やのちゃん | ピンク     | 2000年4月11日（25歳） | 2016年6月10日 - 2023年2月19日                             | 2016年3月13日 - 2016年6月9日   | 2017年7月1日以前の担当カラーは白色 |
| 市山 優乃 （いちやま ゆの）     | のんのん   |            | 2010年5月16日（15歳） |                                                           | 2021年7月18日 - 2023年3月27日  | |
| 宮内 優杏 （みやうち ゆあ）     | ゆありん   | 紫         | 2004年9月13日（20歳） | 2022年6月12日 - 2024年3月31日                             | 2020年12月27日 - 2022年6月11日 | |
| 下園 芽依 （しもぞの めい）     | めいぷる   | 緑         | 2007年7月10日（17歳） | 2023年9月18日 - 2024年5月26日                             | 2022年9月18日 - 2022年9月17日  | |
| 月島 ねむ （つきしま ねむ）     | ねむちゃ   |            | 2012年1月7日（13歳）  |                                                           | 2024年2月8日 - 2024年7月4日    | |
| 松尾 美瑠 （まつお みる）       | みるち     | オレンジ   | 2006年7月4日（19歳）  | 2022年6月12日 -                                           | 2019年11月21日 - 2022年6月11日 | 2020年1月16日～2020年7月25日の間活動休止 2024年7月29日～活動休止 |

## ディスコグラフィー

### シングル
- 楽園!リリシック天国（2012年6月3日）

1. 楽園!リリシック天国
2. 青春メッセージ
3. 桜の蕾

- 愛しい奇跡 / LOVE & YELL（2015年5月17日）

1. 愛しい奇跡
2. LOVE & YELL
3. 君にあまのじゃく
4. 起こせ！
5. 愛しい奇跡 (Instrumental)
6. LOVE & YELL (Instrumental)
7. 君にあまのじゃく (Instrumental)
8. 起こせ！ (Instrumental)

- Runner（2016年11月11日）

1. Runner (白組 ver.)
2. Runner (赤組 ver.)
3. i
4. GO for it !!!
5. Runner (Instrumental)
6. i (Instrumental)
7. GO for it !!! (Instrumental)

- Get up boys & girls (2017年12月21日)

1. Get up boys & girls
2. ハッピー☆サプライズ
3. Get up boys & girls (Instrumental)
4. ハッピー☆サプライズ (Instrumental)

- 茜色Peace♡ / Special Pearls（2017年12月21日）

1. 茜色Peace♡
2. Special Pearls
3. 茜色Peace♡ (Instrumental)
4. Special Pearls (Instrumental)

- Natural / Magic Time（2018年11月29日）

1. Natural
2. Magic Time
3. Natural (Instrumental)
4. Magic Time (Instrumental)

- Present（2019年12月18日）

1. Present
2. ビビディ・バビディ・ケセランラン♪
3. ♯最強MABUDACHI ~最高かよ~
4. Present (Instrumental)
5. ビビディ・バビディ・ケセランラン♪ (Instrumental)
6. ♯最強MABUDACHI ~最高かよ~ (Instrumental)

### アルバム
- これからもどうぞヨロシクお願いしますー！　(2019年5月27日)

1. ミラクル☆JUMP
2. ハバタケトオクヘ
3. BEAT TOGETHER
4. ええやん！
5. 百花繚乱エターナル
6. ファイト！
7. ミラクル☆JUMP (Instrumental)
8. ハバタケトオクヘ (Instrumental)
9. BEAT TOGETHER (Instrumental)
10. ええやん！ (Instrumental)
11. 百花繚乱エターナル (Instrumental)
12. ファイト！ (Instrumental)

- 10th Anniversary 2011-2021（2021年4月25日）

1. Overture 2021
2. キャラメルラプソディ
3. IT'S OUR JOURNEY
4. オトメノネガイ
5. シャッターチャンス☆
6. Allright Force
7. Overture 2016
8. 楽園!リリシック天国 (New Recording)
9. 青春メッセージ (New Recording)
10. LOVE&YELL (New Recording)
11. 君にあまのじゃく (New Recording)
12. Runner (New Recording)

### サブスクリプション
- スノードームに閉じ込めて　(2021年12月17日)
- Shiny World　(2022年3月14日)
- Twilight Line　(2022年9月19日)
- ハナムケ☆マイロード　(2022年9月19日)
- さよならなんていつか　(2022年9月19日)
- Sweet Treat Halloween　(2022年10月16日)
- 微炭酸フレーバー　(2022年12月1日)
- 永遠アイドル（2023年2月19日）
- 絶対無敵ヒロイン（2023年9月18日）
- BABY SHINE（2023年9月18日）
- ぜんぶかわいいせいにしちゃえ（2024年7月30日）
- LOVE's WONDERTOP（2025年4月7日）
- シンフォニックアドベンチャー（2025年4月7日）

### その他
- リリシックヒーローズ
- フレフレ体操

## 出演

### インターネット
- 経済産業省・中小企業庁サイト「ものづくり★プライド 注目支援施策を活用した成果事例」 - 近畿エリア代表として参加（2016年3月）[4]

### ネットラジオ
- 「CHEERZ WEST」 in SORAｘNIWA梅田（2017年7月23日 - 10月1日、ソラトニワ梅田）- 榎畑、矢野のみ[5]

### イベント
- よるドラ『だから私は推しました』アイドルライブバトル（2019年8月3日、NHK大阪放送局1階アトリウム 「BKなつ祭り」特設ステージ）[6]

### フェス
- @JAMEXPO2019に出演。
- 竜王ドラゴンクイーンフェス2019に出演。

### ラジオ
- りえてぃんの愛アイドルミーてぃんグ！！！（2020年8月15日・22日、エフエムあまがさき）